# حامل أختام مصر العليا
حامل أختام مصر العليا أو حامل أختام ملك مصر العليا Chetemti-schemau
هو لقب مصري قديم لأحد الموظفين الكبار في مصر القديمة القريبين من فرعون. ظهر هذا اللقب في الأسرة الثانية لفترة وجيزة، ولم يطهر ثانيا بعد انتهاء الاسرة المصرية الثانية.
ظلت وظيفة «حامل أختام الملك» تكتب «ختمتي بيتي» Chetemti-biti عبر تاريخ مصر، ومعناها حرفيا «حامل أختام ملك مصر السفلى». إلا أنها في المفهوم المصري القديم كانت تعني «حامل أختام ملك مصر السفلى والعليا».

## كتابته بالهيروغليفية ونطقه
| M26 | S19 · X1 |

 Chetemti-schemau
 Ḫtm.tj-šmˁw

ختمتي شمعو 

حامل ختم ملك مصر العليا
اللقب مكون من قسمين، أحدما «الختم» والكلمة الثانية «شمعو» (نبات البردي) وهي رمز صعيد مصر.

## وثائق

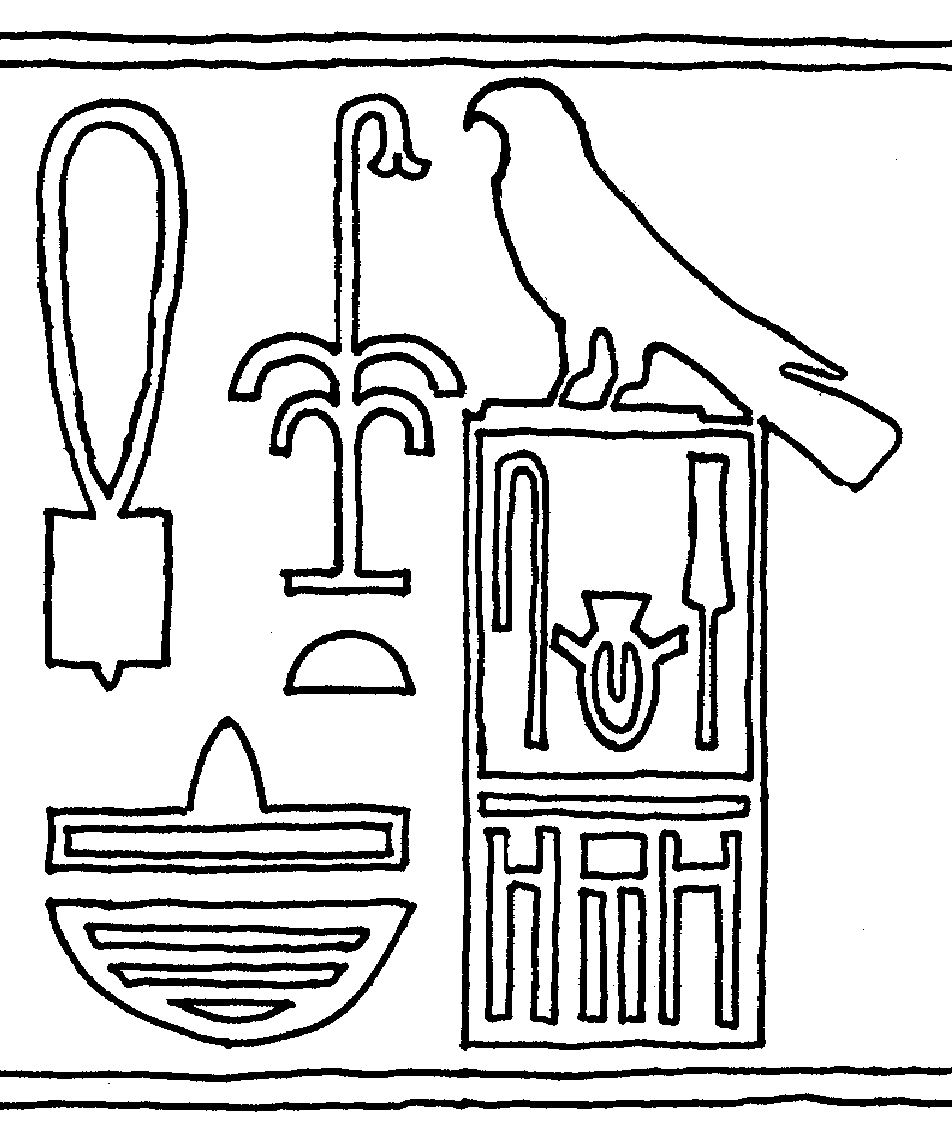
طبع الختم الذي كان "نب حتب" يحمله ، وهو يحمل وظيفة "حامل أختام ملك مصر العليا".

أثناء حكم الملكين برايب سن وسخم إب من الأسرة الثانية ظهر اللقب حامل «ختم ملك مصر العليا». ويبدو أنه كان مكملا لوظيفة حامل أختام الملك والتي كان مفهومها المصري القديم «حامل أختام مصر السفلى والعليا». كان «نب حتب» هو الوحيد عبر تاريخ مصر يحمل للقب «حامل ختم ملك مثر العليا»، ولم يستمر طويلا، فقد ألغاه الفرعون خع سخموي الذي تولى الحكم بعدهما.
لا يعتقد علماء الآثار بأن ذلك يعني انقسام مصر بين الوجه البحري والجنوبي لفترة، وأنما يعتقدون أن هذه التسمية كانت مجرد إجراء إداري، أجري ربما بسبب تعدد في النظام الإداري.
وربما كان غرض الملكين «برايب سن» و «سخم إب» تقليل سيطرة الكهنة التي قد تكون قد زادت في ذلك الوقت. وعندما تولى الملك «خع سخموي» عرش مصر ألغى هذا اللقب، وبقي اللقب الذي استمر بعد ذلك في مصر حتى الفترة المتأخرة.

## الأختام الملكية
| M26 | S19 · X1 |

| M26 | S19 · X1 |

| bit · t | xtm |

| bit · t | xtm |

| bit · t | S19 |

| bit · t | S19 |

## اقرأ أيضا
- حامل أختام الملك
- وظائف مصر القديمة
- الحساب عند قدماء المصريين
- قائمة ملوك مصر القديمة
- عمدة طيبة